# 프란코 브리엔차
프랑코 브리엔차(이탈리아어: Franco Brienza, 1979년 3월 19일 ~ )는 이탈리아의 전 축구 선수이다.